# La Découverte d'Érichthonios par les filles de Cécrops
La Découverte d'Érichthonios par les filles de Cécrops est un petit tableau de Willem van Herp composé vers 1650 se trouvant aujourd'hui dans une collection privée. La scène représente les trois filles de Cécrops, premier roi légendaire d'Attique, qui après qu'Aglaure a ouvert le panier d'osier confié par Athéna à leur garde en leur défendant de l'ouvrir, y découvrent l'enfant Érichthonios dont le corps se termine par une queue de serpent, comme leur père.
Willem van Herp s'est inspiré de cet épisode mythologique, tel qu'il est relaté dans les Métamorphoses d'Ovide. Ayant travaillé comme coloriste dans l'atelier de Rubens, il a pu remarquer ce thème traité à plusieurs reprises par son maître et notamment dans La Découverte d'Érichthonios (aujourd'hui à l'Allen Memorial Art Museum) réalisée vers 1632-1633. En effet, Willem van Herp reprend les mêmes couleurs pour les vêtements des trois princesses et celle en robe dorée reprend la même pose que dans le tableau de Rubens, ainsi qu'Hersé debout avec sa tunique rouge, allusion à ses amours futures avec Mercure. Elle est cependant presque toujours représentée debout chez Rubens et Jordaens, mais dans ce tableau, exactement comme dans le Rubens de l'Allen Memorial Art Museum, elle allonge le bras le long du corps pour retenir sa tunique. D'autre part, le panier d'osier est similaire et l'enfant adopte aussi la même pose. Le peintre a également ajouté une vieille nourrice étonnée. Au fond se trouve un buisson de roses, pour évoquer la jeunesse et la beauté qui se fanent, symbole qui est appuyé par la présence de la vieille nourrice.
La scène se passe dans un jardin à l'italienne qui contredit par sa sérénité la surprise de la nourrice, tandis que les trois sœurs adoptent une attitude plus figée, malgré l'étonnement de leurs visages. Déjà une impression de classicisme se dégage de ce tableau à l'inverse de l'érotisme baroque des toiles de Rubens ou de Jordaens, sur ce même sujet une trentaine d'années plus tôt. Rubens avait déjà fait évoluer aussi ce thème en le traitant d'une manière plus classique en 1632.